# Acanthocereus tetragonus
Az Acanthocereus tetragonus egy széles elterjedésű, bokros növekedésű kaktusz, mely ehető terméseket fejleszt.

## Jellemzői

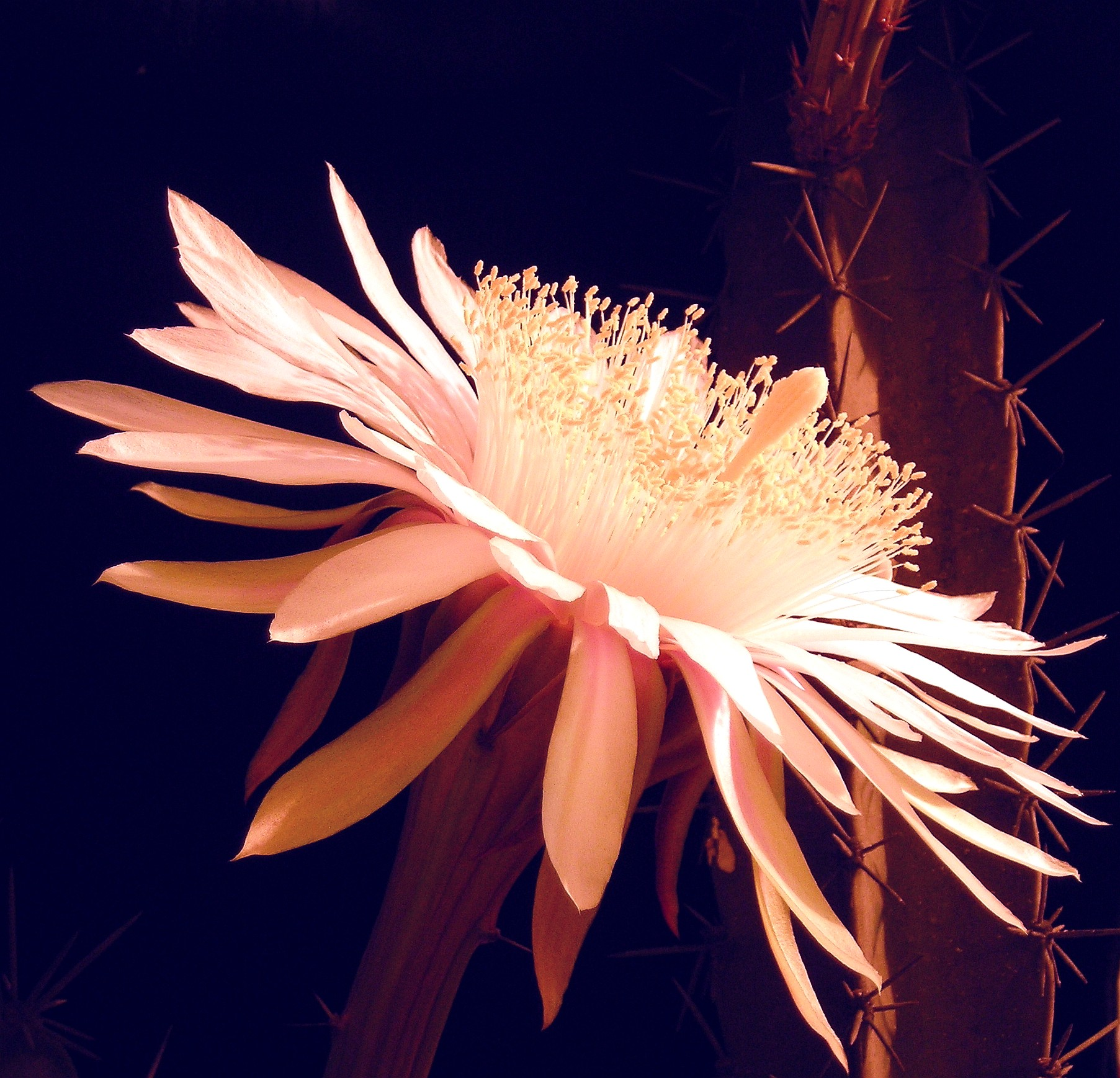
Acanthocereus tetragonus virága

Kapaszkodó hajtású, eredendően oszlopos és bokros megjelenésű növény, idős törzsei hengeresek. Hajtásai 6 m hosszúak lehetnek, 3-5 bordára tagolódnak, areolái 25 mm távolságban fejlődnek, a sötétszürke tövisek közül 1(-2) centrális, 6-8 radiális állású. Virágai 200 mm hosszúak, késő nyáron nyílnak, a pericarpium és a tölcsér zöldes színű, az areolákon barnán gyapjas, a belső szirmok rózsás krémszínűek. A termése 25 mm átmérőjű, vörös, megnyúlt gömb alakú, ehető bogyó.
A taxont már hosszú ideje termesztik a karibi térségben ehető terméséért. Megjelenése a termesztett fajtáktól függően erősen változó.

## Elterjedése
Dél-Texastól Venezueláig, Közép-Amerika atlantikus partvidékén.